# Emmanuel Sarki
Emmanuel Sarki (ur. 26 grudnia 1987 w Kadunie) – haitański piłkarz nigeryjskiego pochodzenia grający na pozycji pomocnika.

## Kariera klubowa
W Nigerii Sarki grał w klubie Grays International FC, zanim w 2004 roku przeszedł do norweskiego Lyn Fotball. Następnie trafił na testy do Chelsea i trenował przez kilka miesięcy w tym zespole. Na początku 2006 roku został zawodnikiem Chelsea, jednak szybko został wypożyczony do belgijskiego klubu KVC Westerlo. Grał tam do połowy 2010 roku, a następnie był zawodnikiem klubów: FC Aszdod oraz Waasland-Beveren.
Na początku 2013 roku został graczem Wisły Kraków. W rozgrywkach Ekstraklasy zadebiutował 9 marca, w wygranym 2:1 wyjazdowym meczu przeciwko Polonii Warszawa. Pierwszego gola w lidze zdobył 20 kwietnia, w wyjazdowym spotkaniu przeciwko Jagiellonii Białystok, zremisowanym 2:2.

## Kariera reprezentacyjna
W 2003 roku Sarki grał na Mistrzostwach Świata U-17 w barwach Nigerii. W listopadzie 2014 roku zadebiutował w reprezentacji Haiti.